# Banite, Smolean
Banite (în bulgară Баните) este un sat în comuna Banite, regiunea Smolean,  Bulgaria. 

## Demografie
Componența etnică a satului Banite
     Bulgari (92,16%)
     Nicio identificare (7,83%)
     Altele (0,83%)
La recensământul din 2011, populația satului Banite era de 1.072 locuitori. Din punct de vedere etnic, majoritatea locuitorilor (92,16%) erau bulgari. Pentru 7,83% din locuitori nu este cunoscută apartenența etnică.